# Voo Garuda Indonesia 421
 O voo 421 da Garuda Indonesia foi um voo doméstico operado pela empresa de transporte aéreo Garuda Indonesia, viajando cerca de 625 km entre Ampenan e Yogyakarta. Em 16 de janeiro de 2002, o voo encontrou uma condição severa de tempestade durante a fase de aproximação no seu destino, sofreu apagamento dos dois motores e amerrissou em um rio raso, resultando em uma fatalidade e várias pessoas feridas.

## Aeronave e tripulação
A aeronave, um Boeing 737-3Q8 com matricula PK-GWA, foi fabricada em 1988 e entregue em 1989. Foi o primeiro 737 da Garuda Indonesia. Este voo foi pilotado pelo comandante Abdul Rozaq e pelo primeiro oficial Harry Gunawan.

## Acidente
Quando a aeronave Boeing 737-300 estava chegando em seu destino, os pilotos foram confrontados com uma tempestade substancial, visível à frente e no radar meteorológico a bordo. Eles tentaram voar entre duas células meteorológicas intensas visíveis em seu radar. Mais tarde, entraram em uma tempestade contendo chuva forte e granizo. Cerca de 90 segundos depois, quando a aeronave estava passando 19.000 pés (5.800 m) de altitude em descida, os dois motores CFM International CFM56 sofreram um apagamento, o que resultou na perda de toda a energia elétrica gerada por eles. Ambos os motores estavam ajustados em potência de marcha lenta antes de ocorrer o apagamento. A tripulação tentou, sem sucesso, religar os motores duas ou três vezes. Eles tentaram mas não conseguiram ligar a unidade de energia auxiliar (APU), quando ocorreu a perda total de energia elétrica (durante a investigação posterior, verificou-se que a bateria NiCd estava em más condições devido a procedimentos de manutenção inadequados). O copiloto tentou transmitir uma chamada de emergência, mas não conseguiu. À medida em que a aeronave descia pela camada inferior de nuvens em, aproximadamente, 8.000 pés (2.400 m) de altitude, os pilotos viram o rio Solo de Bengawan e decidiram tentar pousar no rio com os flaps e trem de pouso recolhidos. O procedimento foi bem-sucedido, deixando a aeronave de bruços na água, com a fuselagem, asas e superfícies de controle praticamente intactas. Não houve fogo. 

## Evacuação e resgate
Apenas duas portas estavam disponíveis para evacuação. Moradores de aldeias vizinhas ajudaram. Passageiros não feridos e seus pertences pessoais foram abrigados temporariamente em uma casa vazia nas proximidades, enquanto que passageiros feridos foram transportados por um veículo disponível para a clínica mais próxima. Após a evacuação, o piloto entrou em contato com a Torre Jogja  por telefone celular e relatou o pouso e a localização de emergência. A equipe de resgate chegou cerca de duas horas depois e todos os demais passageiros e tripulantes foram levados com segurança para um hospital.

## Danos na aeronave e feridos
Houve sérios danos à barriga submersa da aeronave, especialmente perto da cauda, devido ao pouso com o nariz da aeronave elevado e com a cauda atingindo o leito raso do rio, o que arrancou o chão da cabine junto com as duas comissárias sentadas ali. Ambas foram encontradas com ferimentos graves no rio, atrás da aeronave, e uma não sobreviveu. Doze passageiros sofreram ferimentos, enquanto que a tripulação e outros dois comissários de bordo não sofreram ferimentos. A aeronave foi considerada como perda total.

## Investigação e relatório do NTSC
O relatório final do Comitê Nacional de Segurança nos Transportes da Indonésia (NTSC) observa que o treinamento de pilotos na interpretação de imagens de radar meteorológico não era formal, sendo ministrado apenas durante o treinamento de voo. Considera-se possível que a precipitação tenha sido tão densa que atenuou os sinais do radar, reduzindo as reflexões que normalmente indicam precipitação e fazendo com que essa alta densidade pareça um caminho mais limpo. Se a tripulação tivesse manipulado a inclinação do radar para varrer o solo durante a descida, estaria ciente dos riscos associados à trajetória de voo escolhida. O ruído intenso audível nos dados do gravador de voz da cabine, bem como os danos no radome do nariz e nos motores, indicam a presença de granizo com a chuva. O relatório conclui que a densidade de granizo/água excedeu a tolerância do motor no voo em marcha lenta, resultando em seu apagamento.

## Comentários do NTSB Norte Americano
Uma posterior carta de recomendação de segurança do NTSB dos EUA para a FAA observa que as análises dos dados do gravador de voo e das imagens de satélite meteorológico indicam que a aeronave já havia entrado em uma célula de tempestade no início do desvio para evitar a tempestade. Ele também observa que o procedimento recomendado no Manual de Operações do Boeing 737 para responder a um apagamento duplo do motor é primeiro iniciar a APU (que poderia fornecer muito mais energia para dar partida nos motores principais). Além disso, repetindo um comentário no relatório da NTSC, a carta observa os conselhos da Boeing de que, em chuva moderada a intensa, a partida dos motores principais pode levar até três minutos até atingir a velocidade de marcha lenta, enquanto que os pilotos aguardaram apenas um minuto antes de iniciar outra nova tentativa. No entanto, a bateria da aeronave acidentada estava com defeito, mantendo apenas 22 volts antes que o apagamento ocorresse, quando uma bateria totalmente carregada deveria ter 24 volts. O fato de a bateria estar com defeito antes do apagamento significou que as tentativas fúteis dos pilotos de reiniciar os motores esgotaram a energia restante de uma bateria já danificada, resultando em não haver energia para iniciar a unidade de energia auxiliar (APU), o que explica a perda total de energia elétrica, mesmo depois que o avião deixou a tempestade. Simplesmente não havia energia para reiniciar os motores ou iniciar a APU. A carta do NTSB também recomenda à FAA que os pilotos sejam aconselhados a manter um nível de potência do motor mais alto em precipitações moderadas a severas para evitar o apagamento.

## Consequências
A Garuda Indonesia não opera mais esta rota de 2005, mas ainda usa o número do voo GA-421, mas na rota Denpasar - Jacarta, operado por um Airbus A330 ou um 777-300ER. A Garuda Indonesia também financiou a construção de estradas locais próximas à área do acidente e também construiu um salão multiuso e instalações de reservatórios em troca da assistência dos moradores locais na evacuação.[carece de fontes?]

## Dramatização
O acidente foi dramatizado na 16ª temporada da série de TV Mayday – também renomeada como Desastres Aéreos – em um episódio intitulado "River Runway". 